# 地瓦丁D.520戰鬥機
地瓦丁D.520型（法語：Dewoitine D.520）是法國於第二次世界大戰時生產的單翼戰鬥機，規劃取代M.S.406，乃法國空軍當時最先進的戰鬥機之一。
D.520的出現回應了法國空軍參謀長對空軍戰種過時的評論，亦是法國生產2,500架現代化戰機計劃的一部分。截至1940年6月止，法國空軍約接收了約300架戰機。面對德軍的戰鬥機，如Bf 109E，D.520在數目及性能上都沒有優勢，但操作及機動性方面略勝一籌。最終法國向納粹德國投降，被俘獲的D.520及量產機都交予保加利亞、意大利及羅馬尼亞；但D.520在投降後仍維持生產，並提供給德國空軍作為訓練機之用。
二戰結束後，仍有不少的D.520仍可操作；由於性能仍有可取之處，法國空軍將這些飛機改裝為教練機，服役到1953年才除役。

## 簡介
D.520的設計出自法國著名工程師埃米爾．德瓦蒂納為首的設計團隊，該團隊以1936年5月15日法國空軍部頒發的新型戰鬥機設計規範為指標，於1936年9月開始研發。
1936年的規範，告知新型戰機極速應超過時速500公里（高度4000公尺狀態）、爬升標準應在15分鐘內可達8,000公尺高度、升空與降落距離不得超過400公尺、武器應有2挺7.5公厘機槍、1或2門HS.9 20公厘機砲。法國軍方對德瓦蒂納上一款設計出來的戰鬥機：地瓦丁D.513戰鬥機相當失望，並決定採用M.S.406。為了重拾評價，德氏決定使用更優秀的飛機設計技術與更卓越的動力來源，他因此選擇了伊斯帕諾-西扎12Y型發動機。而另外一個讓他受到震撼的事件則是英國推出的颶風戰鬥機與噴火戰鬥機，兩架飛機雖然技術代差上略有差距，但都不約而同地使用輸出上千匹馬力的發動機作為動力標準，並飛出時速510公里以上的高性能。於是新設計的戰鬥機是以超越法國空軍指標需求，以及試圖追上英國最新技術指標而規劃。

## 使用國
法國
- 法國空軍
- 維琪法國空軍

 德意志國
- 納粹德國空軍

 保加利亚
- 保加利亞空軍

 意大利
- 意大利皇家空軍

 羅馬尼亞
- 羅馬尼亞皇家空軍